# Alexander Seton (1er vicomte de Kingston)
Alexander Seton, 1er vicomte de Kingston (13 mars 1620 - 21 octobre 1691), est un noble écossais, qui est du côté royaliste pendant la guerre civile.

## Jeunesse
Alexander est le fils de George Seton (3e comte de Winton) (1584-1650) et d'Anna Hay, fille de Francis Hay (9e comte d'Erroll) (d.1631).
À l'âge de douze ans, il reçoit le roi Charles Ier en visite au palais de Seton, prononçant lui-même une oraison latine aux portes de fer du palais en présence de Sa Majesté. Le roi lui confère la chevalerie, en remarquant comme il l'a fait : « Maintenant, Sir Alexander, veillez à ce que cela ne gâte pas votre école ; par l'apparence, vous serez un savant.
Après de nombreux voyages à l'étranger, Sir Alexander rentre chez lui en 1640. Mais, refusant de signer l'Alliance en 1643, il est excommunié dans l'église de Tranent, et doit fuir en France.

## Cavalier
À son retour, il se voit confier d'importantes affaires d'État par le roi Charles II, qui le crée vicomte de Kingston le 14 février 1651 avec limitation aux héritiers mâles de son corps. Son titre est tiré d'un village de ce nom dans la paroisse de Dirleton, à environ deux milles au sud-ouest de North Berwick. Le jour de sa création, Sir Alexander défend le château de Tantallon contre Oliver Cromwell qui l'a assiégé. Après douze jours et un « coup de canon à grille », les défenseurs sont contraints de se rendre, mais seulement après qu'un quartier leur ait été accordé en reconnaissance de leur bravoure.
En 1668, Lord Kingston est nommé par le roi commandant de la milice du Haddingtonshire.

## Mariages
Lord Kingston se marie quatre fois.
Tout d'abord à Jean Fletcher (d. août 1651), fille unique de George Fletcher, gentilhomme de la Chambre privée ordinaire du roi Charles Ier, et frère de Andrew Fletcher de Saltoun, sénateur du Collège de justice, et a :
- Ann, née à Seton House le 24 avril 1651, qui épouse James Douglas, 3e Lord Mordington.

Kingston épouse en secondes noces Elizabeth Douglas (30 mai 1632, Stoneypath Tower, près de Garvald, - mercredi 21 octobre 1668, Whittingehame) sœur et héritière d'Archibald Douglas de Whittingehame, et a :
- Charles Seton, maître de Kingston (1653-1682)
- George Seton (1654-1678)
- Alexandre Seton (1655-1676)
- Archibald Seton, 2e vicomte de Kingston
- Arthur Seton (1665-1691), est mort deux jours après son père.
- John Seton (1666-1674)
- James Seton, 3e vicomte de Kingston
- Isobel Séton (1656-1674)
- Barbara Seton (1659-1679)
- Elizabeth Seton (née en 1668), mariée en 1695 à William Hay de Duns, Scottish Borders et Drumelzier

Après la mort d'Elizabeth Douglas, Kingston épouse Elizabeth Hamilton, fille de John Hamilton, 1er Lord Belhaven et Stenton. Après sa mort, il épouse en quatrième noces Margaret Douglas, fille d'Archibald Douglas (1er comte d'Ormond). Il n'a pas d'enfants avec ses deux dernières femmes.
Lord Kingston est enterré le 25 octobre 1691, dans l'église paroissiale de Whittingehame, Haddingtonshire.